# 高校處世王
《高校處世王》（韓語：고교처세왕）為韓國tvN自2014年6月16日起播出的月火連續劇，講述一位不懂得處世之道的稚氣高中生在不得已的情況下代替哥哥成為大企業高層幹部，踏進大人世界之後展開有趣的冒險故事。

## 演員陣容

### 主要人物
| 演員                | 角色   | 介紹 | 香港配音            | 台灣配音 |
| 徐仁國 童年：徐東賢 | 李敏碩 | 18歲，風真高中曲棍球隊主將，不愛念書運動神經卻特別好。是與亨碩相差10歲的弟弟，卻有著和哥哥一模一樣的外貌，常被誤以為是雙胞胎。接到失蹤哥哥來電逼不得已進入COMFO成為零售部部長代替哥哥處理業務。起初想幫秀英和振宇撮合卻表錯情，後看不慣振宇公器私用辭退秀英而幫她出口氣，卻發現喜歡上秀英。 | 陳灝瑋 童年：黃麗芳 | 李世揚   |
| 李荷娜              | 鄭秀英 | 27歲，COMFO零售部約聘制員工，看不出有任何特別優秀的地方，做事卻十分認真，兩年前在電影院遇到振宇而一見鍾情，進入COMFO後發現是同公司的本部長。一度誤以為振宇對自己也有意思而胡亂告白遭拒絕。在不明原因下失去工作，被敏碩拉回來當專職秘書，再三被振宇利用毫不知情。                            | 劉惠雲              | 林美秀   |
| 李洙赫 童年：高宇臨 | 劉振宇 | 30歲，COMFO企劃部部長，同時也是COMFO社長之子，幼時目睹父母家暴場面而患有尖銳恐懼症，造成父子失和。受不了秀英告白而暗地指使人事部解約秀英。因身為社長的父親十分看重亨碩（實為敏碩替身）經常暗地裡與他較勁。要求秀英擔當間諜遭拒後對她暴露解約實情。 後來因為秀英的善良而愛上秀英             | 李致林              | 何志威   |
| 李烈音              | 鄭侑雅 | 18歲，秀英的親妹妹，非常喜歡敏碩甚至將他視為自己未來的老公，不允許任何女生對敏碩示好，經常在他身邊打轉，也經常出席曲棍球隊的練習和到比賽場邊做啦啦隊。個性雖然我行我素但與姊姊關係很好，是能夠為姊姊著想的好妹妹。                                                                          | 凌晞                |          |

### 敏碩家
| 演員   | 角色   | 介紹 | 香港配音 | 台灣配音 |
| 徐仁國 | 李亨碩 | 28歲，敏碩的哥哥，亦是敏碩唯一的親人，20歲時留下敏碩前往德國留學，原本預計歸國進入COMFO的他卻因為不明原因行蹤成謎，而將敏碩丟入COMFO。                               | 陳灝瑋   | 李世揚   |
| 吳光祿 | 崔章浩 | 敏碩與亨碩的養父，在兩兄弟的父母相繼過世之後擔心年幼的敏碩無法承受家人一一離去的悲痛，堅持將敏碩與亨碩一同接來照顧。                                                 | 朱子聰   |          |
| 權成德 | 崔萬錫 | 章浩的父親，患有阿茲海默症。將敏碩與亨碩視為自己的孫子疼愛，無法自理日常生活，喜歡吃甜食，經常擅自跑出門。在一次迷路被秀英搭救後對秀英非常有好感，稱呼她為漂亮姊姊。 | 馮志輝   |          |

### 振宇周邊人物
- 韓振熙 飾演 劉載國（香港配音：張炳強，台灣配音：吳文民）

振宇的父親，COMFO社長。
- 宋英奎 飾演 南尚求（香港配音：馮錦堂）

COMFO理事。

### 高中周邊人物
- 姜其永 飾演 趙德奐（香港配音：胡家豪）

高中生，敏碩的朋友。
- 李泰煥 飾演 吳泰錫（香港配音：鍾見麟）

高中生，敏碩的朋友。
- 金勝勳 飾演 金大哲（香港配音：劉昭文）

冰球部教練。
- 池允浩 飾演 朴基勳（香港配音：陳耀楠）

高中生，冰球部部長。
- Hana 飾演 朴珍珠（香港配音：成瑤孆）

高中生，侑雅的朋友。
- Melody Day安藝仁 飾演 李嬪娜（香港配音：陳琴雲）

高中生，侑雅的朋友。

### COMFO INC
- 趙漢哲 飾演 金昌秀（香港配音：李錦綸）

零售組組長。
- 金元海 飾演 韓永石（香港配音：林國雄）

COMFO理事。
- 朴守榮 飾演 尹東才（香港配音：陳卓智）

零售組主任。
- 崔弼立 飾演 朴興裴（香港配音：鄧志堅）

零售組代理。
- 李柱昇 飾演 池代漢（香港配音：周良鴻）

零售組職員。
- 李雅璘 飾演 韓尚希（香港配音：梁少霞）

企劃組代理。
- 申惠善 飾演 高允珠（香港配音：黃淑芬）

零售組職員。
- 千藝瑟 飾演 尹桃芝（香港配音：魏惠娥）

零售組職員。

### 特別演出
- 尹宥善 飾演 振宇母（香港配音：陸惠玲）
- 李姃垠 飾演 秀英母（香港配音：許盈）
- 閔智雅 飾演 敏貞（香港配音：詹健兒）

秀英的故鄉朋友
- 沈亨倬 飾演 敏貞的男朋友（香港配音：李鎮然）
- 朴喜本 飾演 珠妍（香港配音：吳羡婷）

約聘女員工
- 李清娥 飾演 結局與振宇約會的女孩（香港配音：林元春）

## 收視率
| 集數       | 播出日期   | AGB 全國收視率 |
| ---------- | ---------- | -------------- |
| 1          | 2014/06/16 | 1.472%         |
| 2          | 2014/06/17 | 1.330%         |
| 3          | 2014/06/23 | 1.662%         |
| 4          | 2014/06/24 | 1.081%         |
| 5          | 2014/06/30 | 1.743%         |
| 6          | 2014/07/01 | 1.950%         |
| 7          | 2014/07/07 | 1.513%         |
| 8          | 2014/07/08 | 1.718%         |
| 9          | 2014/07/14 | 1.446%         |
| 10         | 2014/07/15 | 1.851%         |
| 11         | 2014/07/21 | 2.092%         |
| 12         | 2014/07/22 | 1.923%         |
| 13         | 2014/07/28 | 1.526%         |
| 14         | 2014/07/29 | 1.492%         |
| 15         | 2014/08/04 | 1.742%         |
| 16         | 2014/08/05 | 1.913%         |
| 17         | 2014/08/11 | 1.830%         |
| 平均收視率 | 平均收視率 | 1.664%         |
| 特別篇     | 2014/08/12 | -              |

## 獎項
| 年度 | 大獎           | 獎項         | 入圍者 | 結果 |
| ---- | -------------- | ------------ | ------ | ---- |
| 2014 | 韓國電視劇大賞 | 男子優秀賞   | 徐仁國 | 提名 |
| 2015 | tvN go Awards  | 年度男主角賞 | 徐仁國 | 獲獎 |
| 2015 | tvN go Awards  | 年度公務員賞 | 徐仁國 | 提名 |
| 2015 | tvN go Awards  | 年度時尚王賞 | 李河娜 | 提名 |
| 2015 | tvN go Awards  | 年度新星賞   | 李秀赫 | 提名 |

## 腳註
1. ↑  徐仁國-李荷娜，將出演「高校處世王」...「年上年下羅曼史」 （页面存档备份，存于） STARN 2014-04-14
2. ↑  徐仁國將在新劇《高校處世王》 與李荷娜合作 （页面存档备份，存于） 韓星網 2014-04-16
3. ↑  .   [2014-06-21]. （原始内容存档于2013-12-26）.

## 外部連結
- 韓國tvN官方網站 （页面存档备份，存于）
- 香港無綫電視官方網站 （页面存档备份，存于）（繁體中文）

| tvN 月火劇                                   | tvN 月火劇                                   | tvN 月火劇 |
| -------------------------------------------- | -------------------------------------------- | ---------- |
|                                              | 高校處世王 （2014年6月16日 - 2014年8月11日） |            |
| 魔女的戀愛 （2014年4月14日 - 2014年6月10日） | （2014年8月18日 - 2014年10月14日）           |            |

| 香港／ 臺灣 channel M 星期一、二 21:55 - 23:05 | 香港／ 臺灣 channel M 星期一、二 21:55 - 23:05 | 香港／ 臺灣 channel M 星期一、二 21:55 - 23:05 |
| ---------------------------------------------- | ---------------------------------------------- | ---------------------------------------------- |
|                                                | 高校處世王 （2014年7月7日 - 2014年9月1日）     |                                                |
| 急症男女 （2014年4月21日 - 2014年6月30日）     | 九回時空旅行 （2014年9月8日 - 2014年11月11日） |                                                |

| 香港 無綫電視J2 星期一至五 19:00 - 20:00 · 2月18日 暫停播映 | 香港 無綫電視J2 星期一至五 19:00 - 20:00 · 2月18日 暫停播映 | 香港 無綫電視J2 星期一至五 19:00 - 20:00 · 2月18日 暫停播映 |
| ----------------------------------------------------------- | ----------------------------------------------------------- | ----------------------------------------------------------- |
|                                                             | 高校打工王 （2015年1月29日 - 2015年3月5日）                 |                                                             |
| 幸福的麵條 （2014年12月4日 - 2015年1月28日）                | 別有用心單身女 （2015年3月6日 - 2015年4月6日）              |                                                             |

| 臺灣 八大綜合台 星期一至五 21:00 - 22:00  | 臺灣 八大綜合台 星期一至五 21:00 - 22:00       | 臺灣 八大綜合台 星期一至五 21:00 - 22:00 |
| ----------------------------------------- | ---------------------------------------------- | ---------------------------------------- |
|                                           | 高校處世王 （2015年5月29日 - 2015年7月1日）    |                                          |
| 詐欺遊戲 （2015年5月6日 - 2015年5月28日） | 看見味道的少女 （2015年7月2日 - 2015年8月3日） |                                          |